# Gigantodiaptomus superbus
Gigantodiaptomus superbus is een eenoogkreeftjessoort uit de familie van de Diaptomidae. De wetenschappelijke naam van de soort is voor het eerst geldig gepubliceerd in 1895 door Schmeil.